# Џенералси Марибор
 Џенералси Марибор су словеначки клуб америчког фудбала из Марибора. Основани су 2008. године. Такмиче се тренутно у Првенству Словеније и регионалној ААФЛ лиги.